# Tandsnitt

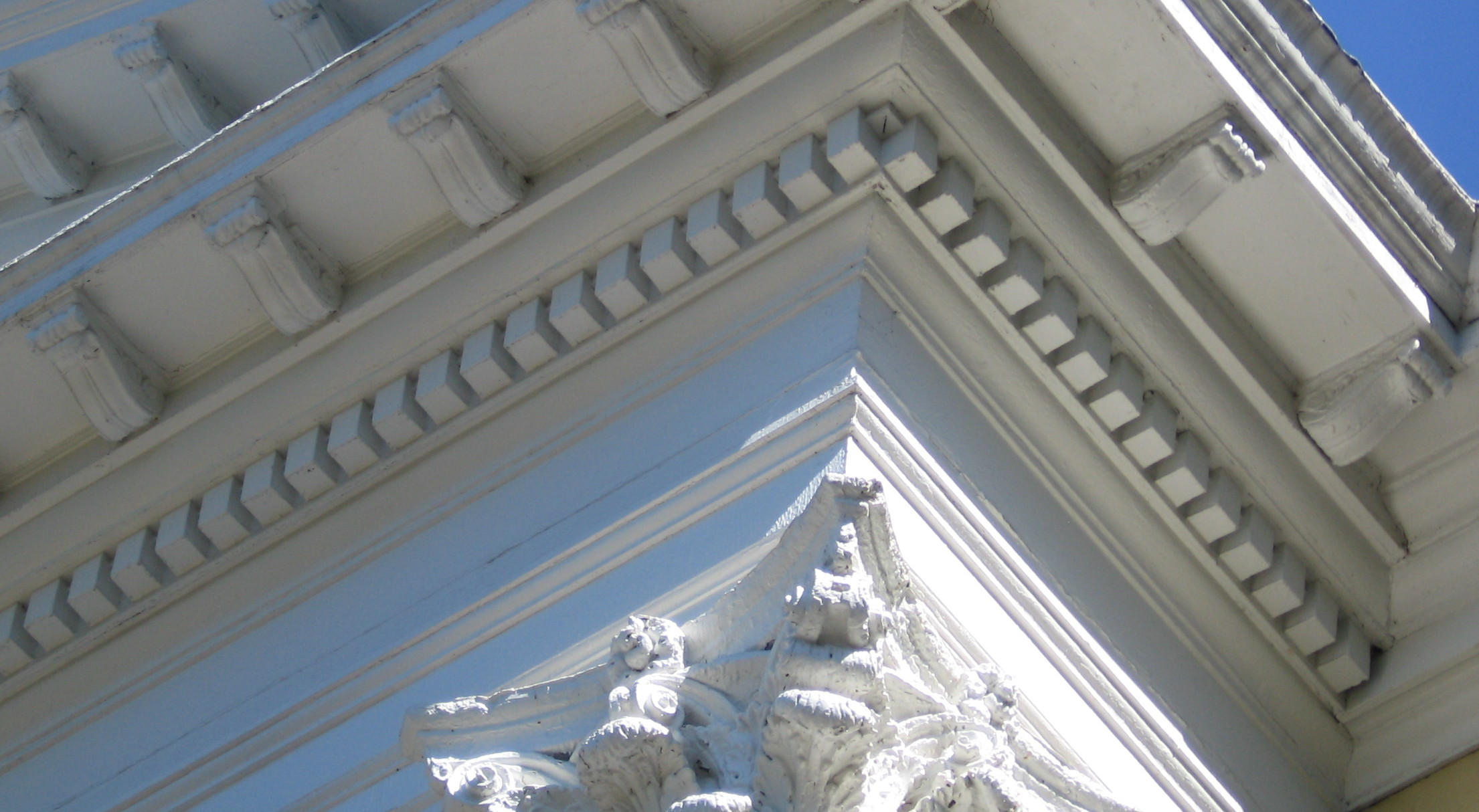
Tandsnitt på stadshuset i Westport, Connecticut.

Tandsnitt (dentil, från lat. dens, en tand) är inom arkitekturen en typ av ornament i form av en rad kuber placerade under en gesims. Ornamentet utvecklades på de joniska och korintiska kolonnordningarna. De finns i antik grekisk och romersk arkitektur, och även i senare stilar som neoklassisk, federal, nygeorgisk, nygrekisk, nyrenässans, andra imperiets och beaux-arts arkitektur.

## Historik

### Ursprung
Den romerske arkitekten Vitruvius (iv. 2) uppger att tandsnitt representerar slutet av en takbjälke (Asser). Den förekommer i sin mest uttalade form i de joniska templen jag Mindre Asien de Lykiska gravarna och portikerna och gravarna i Persien, där den tydligt representerar reproduktionen i sten av timmerkonstruktion. Det tidigaste exemplet finns inristat i klippan i Darius grav, ca 500 f.Kr. och återger portiken till hans palats. Dess första tillämpning i Aten är i taklisten till Erechtheion Karyatidportik(480 f.Kr.). När den därefter införs i bäddformen på taklisten till Lysikratesmonumentet är den mycket mindre i sina dimensioner. I de senare templen i joniska, som i Priene-templet, finns fortfarande den större skalan av tandsnittet kvar.

### Senare användning
Tandsnitt var den främsta formen som användes i grundmodulen av romarna och i den italienska renässansarkitekturen. Som en allmän regel är tandsnittets projektion lika med dess bredd och verkar alltså kvadratisk, och intervallen emellan är hälften av detta mått. I vissa fall har det utskjutande bandet aldrig fått sänkorna inskurna för att dela upp tandsnitten, som i Pantheon i Rom och det kallas då ett dentilband. I verandan till Studion-katedralen i Istanbul är tandsnitt och intervallet mellan lika breda, och intervallet sprids tillbaka uppifrån och ner. Detta är den formen de tar i vad som kallas den venetianska dentilen, som kopierades från den bysantinska dentilen i Santa Sophia, Istanbul. Där utgjorde den dock inte längre en del av en bäddform, utan dess användning i Santa Sophia var att dekorera den utskjutande listen som omsluter de inkrusade kulorna och tandsnitt skars omväxlande på båda sidor av listen. Det venetianska tandsnittet introducerades också som etikett rundbågar och som strängbana.

## Galleri

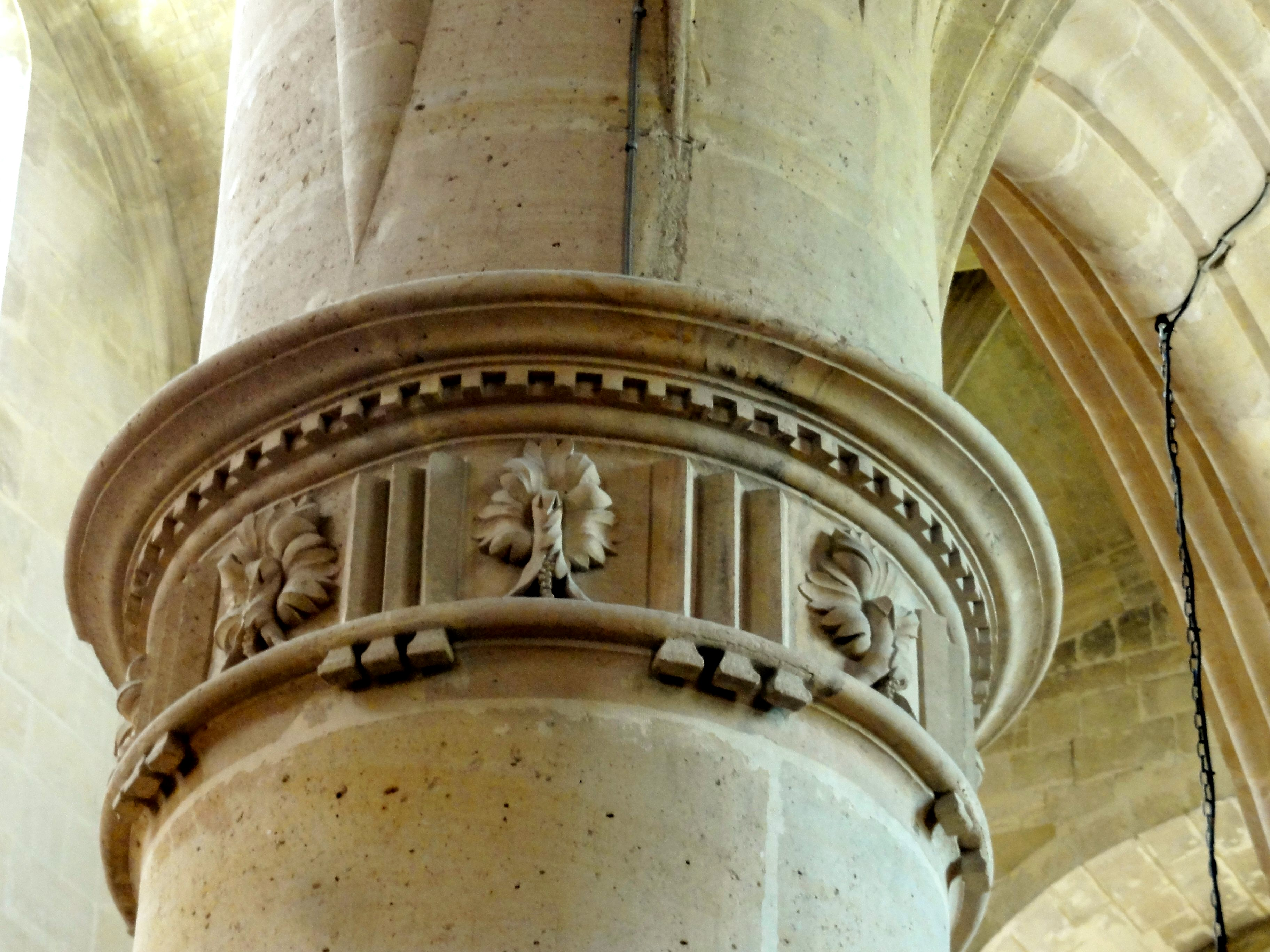
Tandsnitt med en fris på en kolumn, i Église Saint-Martin de L'Isle-Adam från L'Isle-Adam (Val-d'Oise, Île-de-France, Frankrike)
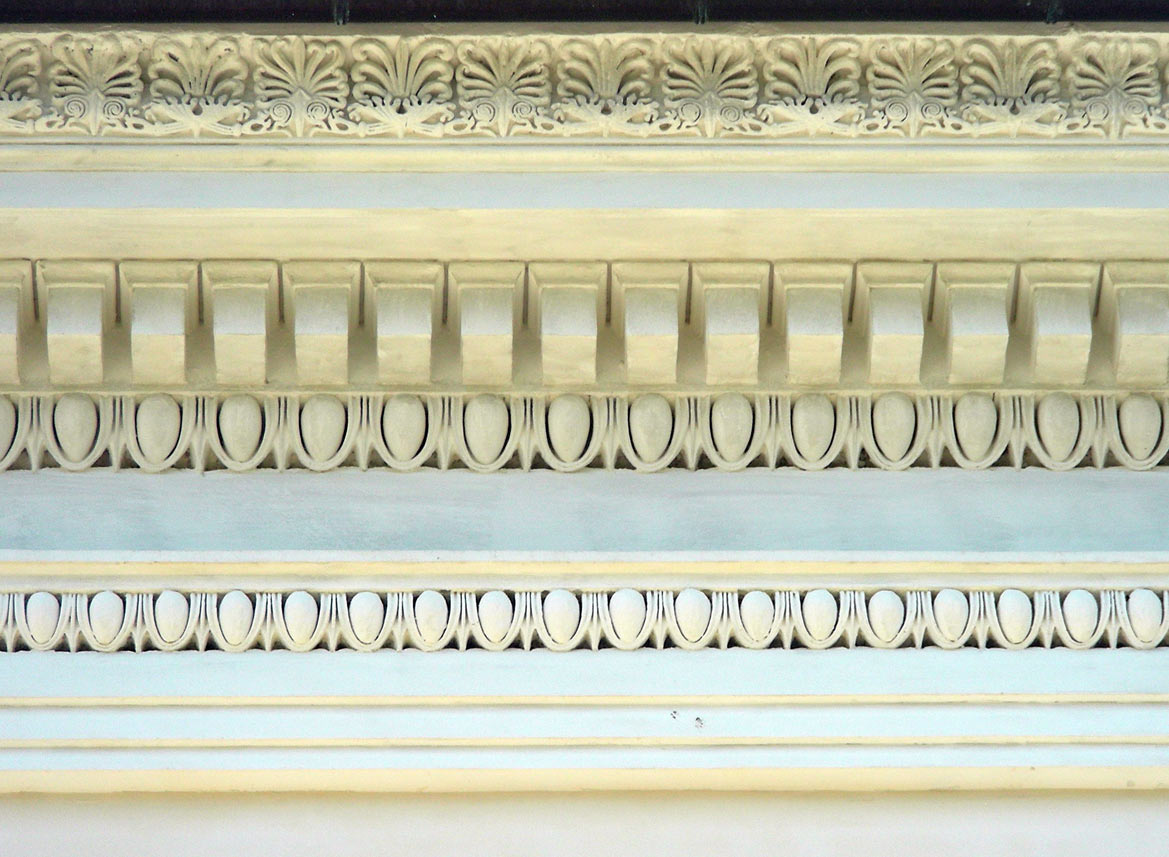
Tandsnitt med ägg-och-pilmönster på en entablatur på Casino nobile of Villa Torlonia från Rom
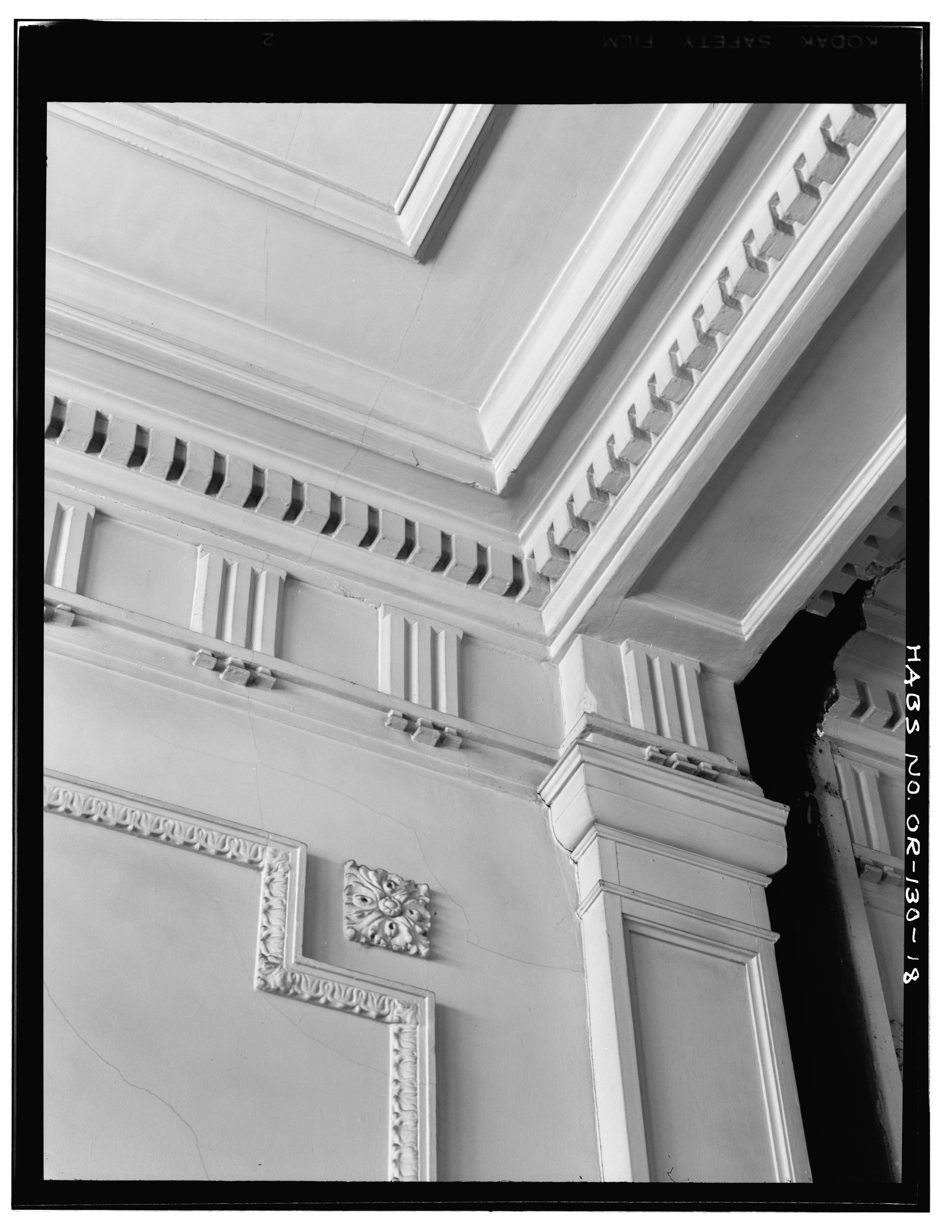
Tandsnitt i interiör
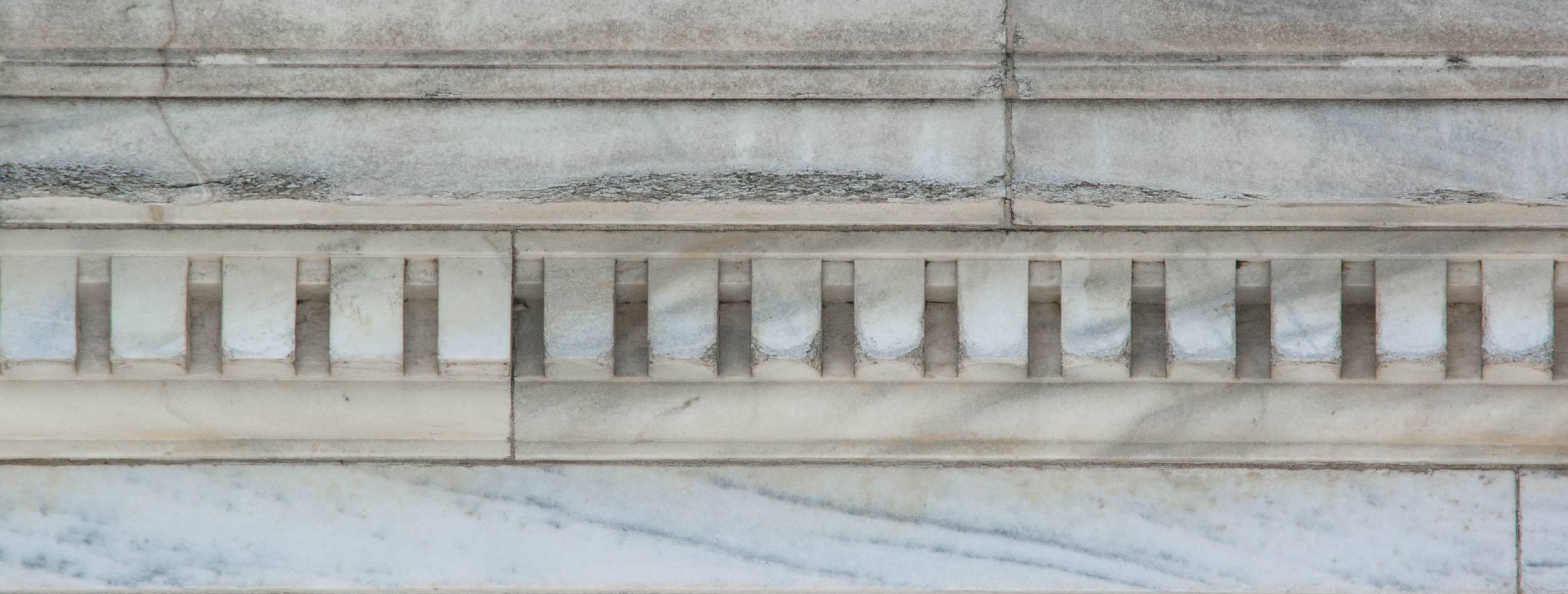
Tandsnitt på utsidan av Cleveland Museum of Art (Ohio, USA)